# Ács Irén
Ács Irén, születési nevén Haas Irén (Szécsény, 1924. október 24. – 2015. december 9.) fotográfus, a Palócföld szerelmese. Elsősorban zsánerképeivel, néprajzi fotóival, portréival, divatfotóival lett ismert, de majd négy évtizedet átfogó fotóriporteri munkássága is jelentős fotókat eredményezett. A Palócföld, Hollókő egyik kiváló megörökítője.

## Élete
Haas Árpád vendéglős, a szécsényi izraelita hitközség választmányi tagja és Engel Ilona (1900–1944) gyermekeként született. Testvére, Haas István (1927–1945). 1938-tól Szécsényben fényképésztanuló, 1940–42-ben Budapesten Székely Aladár híres Váci utcai fényképészműtermében volt segéd. 1954-ben a Néphadseregnél kezdte fotóriporteri pályáját, 1959 és 1989 között az Ország-Világ fotóriportere volt.
Jó érzékkel, kitűnő felkészültséggel választotta ki a legjobb helyet, a legmegfelelőbb nézőpontot és a legjellemzőbb pillanatot. Három évtizeden át a világ sok országába eljutott, fényképezett tájakat és embereket: politikusokat, híres művészeket, írókat. Stílusa mentes minden művészkedéstől, a riporttól idegen manipulációktól. Képi nyelvezete látszólag egyszerű, mégis könnyedséggel képes megfogalmazni a legösszetettebb emberi érzéseket, gondolatokat. Tekintete ugyanúgy észreveszi a szépet, a színes látványt, mint a társadalmi igazságtalanságot, a szegénységet.
Riportjai mellett fontosak a könyvei is. Hat fotóalbuma jelent meg, amelyek közül a Palócország címűt a Corvina Kiadó nívódíjjal jutalmazta. Hollókői képeit Tihanyban, Párizsban, Jeruzsálemben és Prágában és másutt is kiállították, ezekből a felvételekből nyílt meg 1995-ben Húsvéttól Karácsonyig című állandó kiállítása a világörökség falujában, Hollókőn. Oktatási segédanyaggá nyilvánította az Oktatási Minisztérium Őrizd meg… című albumát, amelyben az általa elmondottakat Levendel Júlia jegyezte le és szerkesztette a különlegesen szép, László Csaba által tervezett kötetbe.
Fényképeit a Magyar Nemzeti Múzeum Történeti Fényképtára, a Magyar Fotográfiai Múzeum és a Jelenkori Fotóművészeti Gyűjtemény őrzi, de őrzi a kiállításlátogatók, olvasók emlékezete is. Munkássága keresztmetszetét Magyarország Otthon című, 1996-ban megjelent könyve tartalmazza. 1999-ben a Magyar Fotóművészek Szövetsége Életműdíjjal tüntette ki.

## Kiállításai (válogatás)

### Egyéni
- 1978: Századmásodpercek. Műcsarnok
- 1980: Szécsény, Kubinyi Ferenc Múzeum
- 1986: Salgótarján, Nógrádi Történeti Múzeum
- 1986: Pásztói Galéria
- 1991: Párizs, Magyar Intézet
- 1992: Tihanyi Apátság
- 1993: Budai Vár
- 1994: Jeruzsálem, Van Leer Intézet
- 1994: Prága, Kiállítási Palota
- 1995: Hollókő húsvéttól karácsonyig, Hollókő (állandó)
- 1995: Dabas, Kossuth Művelődési Központ
- 1995: Budapest, OTP Bank Galéria
- 1998: Budapest, Városvédők Egyesület, Podmaniczky Terem
- 2001: Dabas, Kossuth Ház Galéria

### Csoportos
- 1980: Vigadó Galéria, Budapest
- 1982: Tény-kép, A magyar fotográfia története
- 1841-1981, Műcsarnok, Budapest
- 1985: Néprajzi Múzeum, Vigadó Galéria, Budapest
- 1990: Ludwig Alapítvány, Cologne, Franciaország
- 1997: Duna Galéria, Budapest (MAOE)
- 1997: Art-East Galéria, Balatonfüred
- 1999: Senior szemmel, az alkotócsoport bemutatkozása, 2. Országos Fotóhetek, Postás Műv. Központ, Bp.
- 1999: Tatabányai Múzeum, Országos Fotótörténeti Kiállítás
- 1999: Budapest Galéria, Escher Károly Alkotócsoport kiállítása
- 2000: Budapest, Vigadó Galéria (MAOE)
- 2000: Seniorok az ezredfordulón, Várszínház Galéria, Budapest
- 2001: Budapest, Duna Galéria (MAOE)
- 2001: Veszprém, Millenniumi tárlat
- 2001: Európai Kulturális Örökség
- 2001: Magyarország képekben, BM Duna Palota, Bp.; Ötödik MAOE fotószalon, Duna Galéria, Budapest

## Művei közgyűjteményekben
- Magyar Nemzeti Múzeum Történeti Fényképtára
- Magyar Fotográfiai Múzeum Jelenkori Fotóművészeti Gyűjtemény

## Könyvei
- 1984: Palócország (Corvina Kiadó)
- 1985: Nógrádi képek (Salgótarjáni Múzeum)
- 1990: Hollókő (Corvina Kiadó)
- 1994: Istenek a Palóc Olimposzon (Nógrád Megyei Közgyűlés)
- Magyarország – otthon. Pillanatok a félmúltból; szöveg: Babarczy Eszter, Torda István; Jövendő, Bp., 1997
- 2001: Őrizd meg… (Liget Műhely Alapítvány)

## Társasági tagság
- Magyar Fotóművészek Szövetsége tagja (1966)
- A Művészeti Alap, majd a Magyar Alkotóművészek Országos Egyesülete tagja

## Díjai, elismerései
- 1964: World Press-emlékplakett
- 1981: MAOE-díjak
- 1973: Munka Érdemrend ezüst fokozata
- 1978: Izvesztyija nemzetközi pályázat, I. díj
- 1988: MÚOSZ Aranytoll-díj
- 1999: a Magyar Fotóművészek Szövetsége Életmű-díja

## Film
- Lugosi Lugo L. és Marton É. beszélgetése Ács Irénnel, 2008, portréfilm